# 벨레두

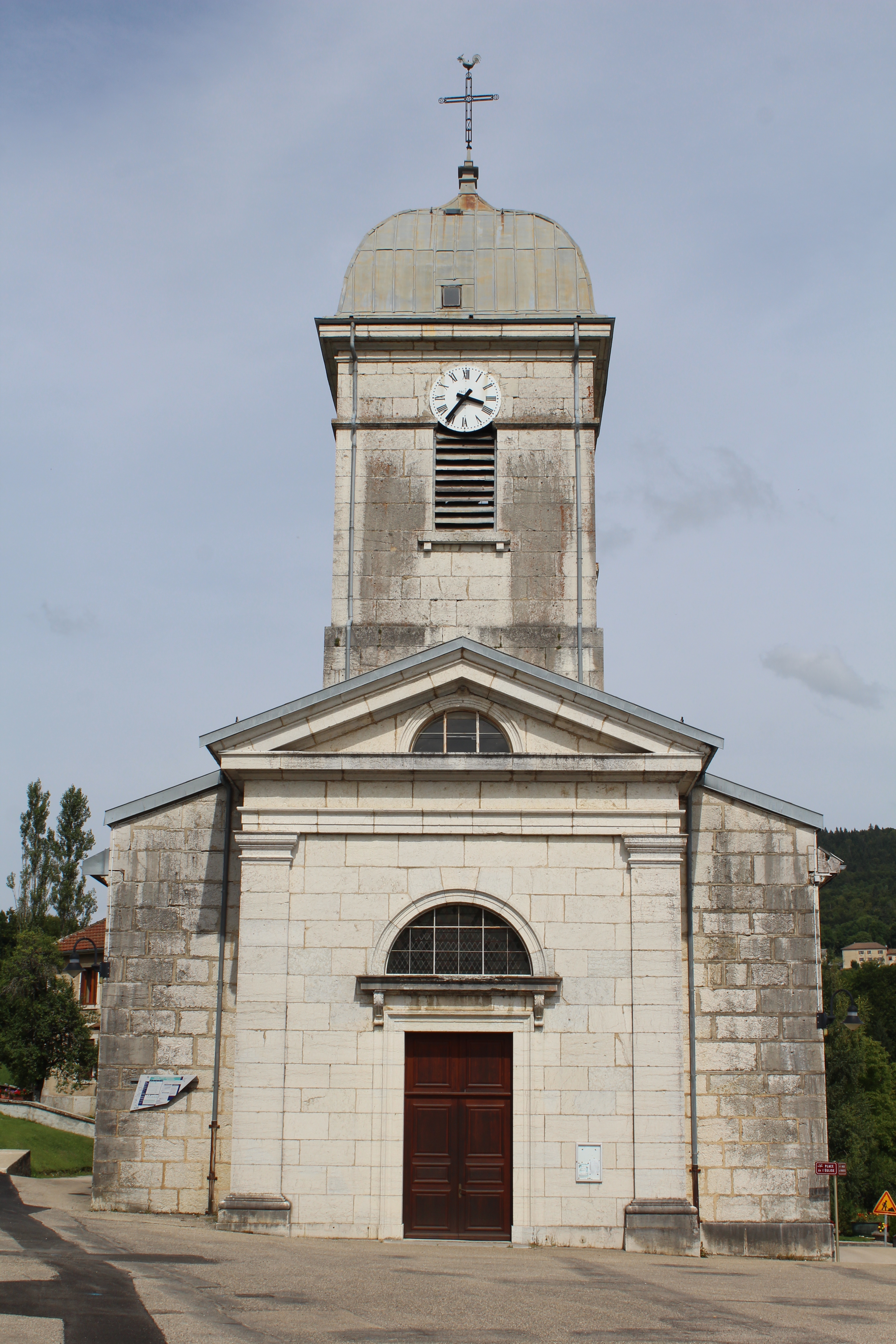

벨레두(프랑스어: Belleydoux)는 프랑스 동부 오베르뉴론알프 앵주에 있는 코뮌이다.

## 정보
쥐라산맥 오트콩브의 남쪽 끝에 위치해 있으며, 론강의 지류이자 발세린 강을 거쳐 흐르는 세민 계곡에 자리해 있다. 마을에 로슈포코니에르 (Roche Fauconnière) 절벽이 높이 솟아 있다. 이 지역에서 가장 많이 자라는 나무종은 전나무와 너도밤나무, 가문비나무이다.
1668년에는 30년 전쟁에 휘말려 마을 주민수가 40명밖에 남지 않기도 했으며, 1944년에는 마을 일부가 나치 독일의 폭격을 맞기도 했다.

## 인구
| 연도 | 인구 | ±%    |
| ---- | ---- | ----- |
| 2005 | 289  | —     |
| 2006 | 291  | +0.7% |
| 2007 | 287  | −1.4% |
| 2008 | 298  | +3.8% |
| 2009 | 310  | +4.0% |
| 2010 | 321  | +3.5% |
| 2011 | 323  | +0.6% |
| 2012 | 332  | +2.8% |
| 2013 | 327  | −1.5% |
| 2014 | 321  | −1.8% |
| 2015 | 315  | −1.9% |
| 2016 | 317  | +0.6% |

## 같이 보기
- 앵 주의 코뮌 목록